# Automobiles Arié
Automobiles Arié war ein französischer Hersteller von Automobilen.

## Unternehmensgeschichte
Jean-Claude Arié, der zuvor bei Suncar tätig war, gründete 1982 das Unternehmen in Annecy-le-Vieux und begann mit der Produktion von Automobilen. Der Markenname lautete Arié. 1985 endete die Produktion. Die Société Ad-Hoc übernahm das Unternehmen.

## Fahrzeuge
Das Unternehmen stellte Kleinstwagen her. Das einzige Modell Hopi war ein offenes Fahrzeug mit einer Länge von 2,32 m und einem Leergewicht von 175 bis 240 kg. Der Motor befand sich im Heck. Für den Antrieb sorgte ein Ottomotor von Fichtel & Sachs mit 125 cm³ Hubraum. Die Höchstgeschwindigkeit war mit 75 km/h angegeben. Der Neupreis betrug 29.800 Französische Franc.